# エビマヨ

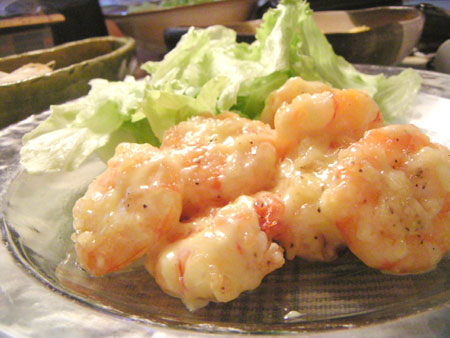
エビマヨの例

エビマヨは日本式中華料理の1種。エビのフリッターをマヨネーズソースで和えた料理。

## 発祥
発祥には諸説あるが、周富徳が考案したとされる料理である。
1980年代に聘珍楼のシェフだった周がアメリカ合衆国（ロサンゼルスともサンフランシスコとも）で食べた「オーロラソースをつけて食べるエビ料理」が不味かったことから、その料理を広東料理の調理法でアレンジして作った料理である。

## マヨネーズソース
エビマヨに用いるマヨネーズソースは、マヨネーズとコンデンスミルクとケチャップで作るソースに人気があるが、白だしやワサビやめんつゆを加えて和風にしたり、コンデンスミルクをヨーグルトに代えて豆板醤を加えて韓国風、スイートチリソースを加えてタイ風、カレー粉を加えてインド風など、さまざまなアレンジ、バリエーションがある。